# Pierre Laffitte (filosofo)
Pierre Laffitte, italianizzato in Piero Laffitte (Béguey, 1823 – Parigi, 1903) è stato un filosofo francese.

Positivista e successore di Auguste Comte alla carica di Direttore del Positivismo nel 1857, carica che detenne fino alla morte. Tra le sue principali opere ricordiamo Les grandes types de l'humanité (3 vols, 1875-1897) e il Cours de philosophie première (2 vols. 1889-1894).

## Biografia

### Infanzia
Pierre Laffitte nacque il 21 febbraio 1823 a Béguey. I suoi genitori erano artigiani, il padre era un fabbro e suo fratello maggiore, Jules Laffitte, ne seguì le orme inventando un processo di saldatura dei metalli che gli permise di avviare una prospera fabbrica a Parigi.
Dopo aver completato gli studi di retorica al Liceo di Bordeaux, Pierre Laffitte, ha completato gli studi classici al Liceo Charlemagne di Parigi, dove ha seguito il corso di preparazione all'École polytechnique. Nel 1840 vinse il secondo premio per il saggio francese e un premio per la fisica nel concorso generale aperto ai migliori studenti dei licei di Parigi e di Versailles; tuttavia non superò l'esame di ammissione alla scuola politecnica, dove, per ironia della sorte, fu rifiutato piuttosto duramente dallo stesso Auguste Comte che, nella valutazione all'epoca dell'esame, scrisse: «Istruzione abbastanza buona, ma mal digerita, fa sforzi interessanti per liberarsi dalla prassi scolastica». Si dedicò allora all'insegnamento, per il quale era portato, e si stabilì a Parigi per proseguire, contemporaneamente, gli studi di matematica.

### I rapporti con Auguste Comte (1844-1857)
Curioso di conoscere il sistema filosofico dell'esaminatore che lo aveva appena costretto a cambiare carriera, Pierre Laffitte inizia a studiare il Positivismo nel 1842, all'età di 19 anni, leggendo il V volume del Corso di Filosofia Positiva della Biblioteca Nazionale. Molto interessato alle teorie del cattolicesimo esposte in questo volume, dedica due anni alla lettura integrale dell'opera e, nel 1844, chiede udienza ad Auguste Comte. Il loro primo incontro avvenne la domenica di Pasqua e fissò definitivamente la direzione della sua vita. Su consiglio dello stesso Comte, Laffitte (mentre insegnava matematica) iniziò lo studio della biologia. Seguì i corsi di Blainville (fino alla morte di quest'ultimo nel 1850), quelli di Bernard, dei dottori Segond e Robin e, per tre anni, la clinica del Dr Gendrin. 
Comte e Laffitte avevano degli incontri regolari dalle 19.30 alle 21 ogni martedì e mercoledì fino alla fondazione della Società Positivista nel 1848. Laffitte conservò teneramente i ricordi di questo stretto rapporto di amicizia con Auguste Comte che, a suo dire, era sempre perfettamente cortese e signorile, e la cui conversazione era piena di fascino, non parlandone mai senza una dolce emozione e tenerezza. Durante questi incontri, Pierre Laffitte ispirò una tale stima filosofica ad Auguste Comte che quest'ultimo condivise con lui alcune delle sue teorie sociali prima di esporle pubblicamente e, nel 1850, scrisse a lui: «il tuo modo di accettare, concepire e applicare la mia teoria dei sacramenti mi conferma particolarmente nell'opinione, da me a lungo sostenuta, che tu sei ora colui che adotta il positivismo nel modo più profondo e completo». Anche a terzi scriveva cose analoghe di Laffitte: «Laffitte, il più vecchio, il più intelligente e il più istruito dei miei discepoli» e «Il mio giovane amico, Laffitte, la cui saggezza e portata mi sono ben note».
Il 1 maggio 1847, durante una visita al Cimitero dell'Est (oggi meglio conosciuto come Cimitero di Père-Lachaise), Auguste Comte designò il luogo preciso che voleva per la sua sepoltura e lo nominò presidente perpetuo dei suoi esecutori testamentari a partire dal 1855; mise il suo testamento nelle sue mani, affinché gli altri dodici esecutori potessero leggerlo e dichiarare, dopo un anno di riflessione, se accettavano la missione che aveva loro affidato. Proprio nel testamento Auguste Comte dichiara di essere «dal 1844 in continua intimità con Pierre Laffitte» e che, «sebbene le eminenti qualità del suo cuore e della sua mente siano alterate dall'insufficiente energia del suo carattere, si spera, secondo la sua degna preparazione, che sarà il primo discepolo a cui sarà conferito il sacerdozio dell'Umanità», aggiungendo come «la distinzione che gli ho appena conferito è così meritata che non può suscitare alcuno sdegno tra i suoi colleghi». E, nella sezione F del testamento, in caso di disponibilità del sussidio, Auguste Comte, assegnò a Pierre Laffitte «un vitalizio sacerdotale» e ribadì che lo considerava, insieme ad Alexis Papot, l'unico teorico immediatamente adatto sacerdozio.

### Organizzazione del Positivismo
Oltre agli obblighi materiali presenti nel testamento di Auguste Comte, quest'ultimo prescriveva anche doveri morali e sociali quali la conservazione e la propagazione della dottrina. Proprio per far fronte a quest'obbligo i signori Audiffrent, Bazalgette, Congrève, Robinet e Laffitte, ai quali si aggiunsero in seguito Edger, Fisher, Papot e Sabatier, si costituirono in un Comitato, poi in un Consiglio Positivista, «in modo da costituire il nucleo centrale attorno al quale si riunirono i membri sparsi della famiglia positivista». Nominarono dunque Pierre Laffitte presidente del Comitato e, in una circolare inaugurale del 30 ottobre 1887 (IX Circolare ai Cooperatori del Sussidio), egli informò i positivisti degli avvenimenti accaduti e delle risoluzioni adottate, che accettò «come un sacro dovere lasciatogli in eredità dal maestro». Rese inoltre noto che i compiti del presidente del Comitato Positivista consistevano «nel centralizzare, per quanto possibile, tutti gli sforzi per la propagazione e l'affermazione della nuova scuola». A tal fine, mantenne il sussidio sacerdotale ed il fondo tipografico, istituiti da Auguste Comte, e il suo primo atto fu quello di inaugurare il culto positivista, il 19 gennaio 1858, celebrando l'anniversario della nascita di Auguste Comte.
Ma, considerando che «l'ufficio fondamentale del sacerdozio è l'insegnamento», Laffitte dichiarò che l'organizzazione dell'insegnamento positivista in Occidente doveva essere l'obiettivo preciso e importante assegnato a tutti gli sforzi. L'anno seguente disse che «la libera istruzione pubblica è la funzione speciale del sacerdozio positivista». E si mise subito all'opera per portare a termine questo faticoso compito, che avrebbe perseguito con instancabile perseveranza per più di quarant'anni. Scrisse Pierre Laffitte riguardo all'obiettivo che si era prefigurato: «ho iniziato il mio incarico in mezzo a gravi difficoltà e a condizioni di lavoro opprimenti. Nella mia seconda circolare ho esposto il piano che da allora ho sempre seguito e che ha incontrato l'approvazione dei miei colleghi e di coloro che da allora si sono gradualmente avvicinati al positivismo, senza alcuna opposizione. Ho quindi indicato nell'insegnamento orale e scritto lo scopo principale della nostra azione. A parte il fatto che questa è la funzione fondamentale del sacerdozio, che prima di predicare agli altri i loro doveri professionali deve adempiere ai propri, questo era l'unico modo, a mio avviso, per fare dei positivisti. È chiaro, infatti, che un'azione direttamente sentimentale non può avere alcun effetto, anzi non avrebbe nulla di serio, se prima non cambiasse, in qualche misura, le opinioni prevalenti. Ciò che il pubblico si aspetta dal nuovo potere spirituale è un orientamento nello studio delle questioni di ogni tipo che agitano la società occidentale, basato su solide garanzie di competenza scientifica. A parte questo, un'azione direttamente cultuale priva di questo indispensabile preambolo degenererebbe presto in manifestazioni né di prestigio né di efficacia». Il Dottor Robinet, positivista di prim'ordine e suo amico personale, ricorda come «senza alcuna pretesa apparente all'inizio, con calma e tranquillità, modestamente e scrupolosamente, Laffitte si accinse all'insegnamento della dottrina». 

### Direzione del Positivismo
Assunta la direzione del Positivismo dopo la morte del maestro, Pierre Laffitte la detenne fino alla sua morte. Per i primi vent'anni di Direzione non risultano esservi particolari difficoltà, ricorderà Robinet come «l'ardore della fede, il disinteresse dell'ispirazione, la sincerità delle amicizie, in quei primi tempi, la vera età dell'oro delle religioni, secondo le parole di Sainte Beuve». Questa condizione di età dell'oro delle religioni si interruppe nel 1872 quando vi fu una prima reazione dissimulata contro la concezione e l'esercizio della funzione di direttore del Positivismo da parte di Laffitte, sotto l'impulso del dottor Sèmerie, polemista di talento e uomo d'azione, ambizioso di vedere il Positivismo dirigere gli affari pubblici, che fondò una pubblicazione bimestrale dal titolo: La Politica Positiva, Rivista Occidentale. 
Una crisi più aperta e veramente acuta scoppiò nel 1878. A scatenarla fu uno degli Esecutori Testamentari di Auguste Comte, Richard Congreve di Londra, seguito dai dottori Audiffrent e Sémerie in Francia, che criticarono Pierre Laffitte per aver trascurato il culto a favore del dogma, per aver fatto prevalere quest'ultimo sul primo, per aver anteposto la scuola alla chiesa, di subordinare lo spirituale al temporale, di non imporsi all'universo recalcitrante, di non seguire l'esempio di Auguste Comte che, negli ultimi anni della sua vita, pieno di orgoglio per l'immensa opera compiuta, si rivolse all'intera Umanità in tono pontificio. Contagiati da questa idea, Richard Congrève e i suoi sostenitori non solo criticarono la condotta e l'autorità di Pierre Laffitte, ma contestarono anche la legittimità del suo titolo di direttore ed esortarono i positivisti a staccarsi da lui e a seguirli su un'altra strada. Nonostante ciò quasi tutti i positivisti francesi ed occidentali si schierarono a favore di Pierre Laffitte, la cui autorità morale fu rafforzata da questa crisi, portando tra gli anni ottanta e novanta dell'Ottocento all'apice del Positivismo di Laffitte (vedasi come i contribuenti del sussidio positivista non erano mai stati così numerosi). Tuttavia il cattivo esempio dato da Richard Congreve fu poi seguito da giovani positivisti di minor levatura, il brasiliano Miguel Lemos e il cileno Georges Lagarrigue. Anche loro si separarono da Pierre Laffitte, dichiarando con impertinenza di considerarlo un direttore inadeguato, nonostante poco prima gli avessero chiesto di conferire loro il sacramento della destinazione filosofica. Sempre nel 1878 Laffitte fondò la Revue Occidentale, organo del Positivismo riprendendo il progetto di Auguste Comte già espresso nel Systeme de Politique Positive.
Nel 1885 annunciò la formazione della Società per l'istruzione superiore popolare. Pochi anni dopo, nel 1892, il ministro dell'Istruzione pubblica Léon Bourgeois gli assegnò la cattedra di Storia della scienza al Collège de France, cattedra già chiesta da Auguste Comte a Guizot.
Alla notizia della morte del proprietario e della vendita dell'edificio al numero 10 di rue Monsieur le Prince, casa appartenuta ad Auguste Comte, decide di acquistarlo a titolo definitivo, rilevandolo in via extragiudiziale per 190.000 franchi. A tal fine costituì una società immobiliare non commerciale (Societé immobilière Pierre Laffitte) di cui fu presidente. Dirà infatti Laffitte: «il possesso della casa di Auguste Comte, che ci garantisce la perpetuità di quella del suo appartamento, è per noi di importanza capitale, di fronte alla quale gli imbarazzi finanziari impallidiscono. Abbiamo qui un centro di aggregazione e di azione per i gruppi positivisti e per gli individui isolati». Dopo l'acquisizione della casa del Maestro, Laffitte, con una Circolare datata 12 Aristotele 106, sancì come «il mandato degli esecutori testamentari di Auguste Comte era stato interamente esaurito e l'esecuzione del testamento definitivamente chiusa». A questa il dottor Robinet, nonostante fosse un suo intimo amico, si ribellò e rifiutò di sciogliere l'Execution Testamentaire: con l'aiuto di Deullin e Foucart, inviò una circolare a tutti i membri contro l'azione di Pierre Laffitte, in cui denunciava il suo controllo sui mobili e sui beni di Auguste Comte.
Nel 1897 la salute di Pierre Laffitte iniziò a peggiorare e, dal 1897, non lasciò più il suo appartamento, se non per tenere delle lezioni al Collège de France. Nominò dunque Charles Jeannolle, suo segretario, come suo successore alla carica di Direttore del Positivismo. La sua nomina ufficiale avvenne il 3 Cesare 109 (25 aprile 1897) nell'appartamento di Auguste Comte. Nonostante la nomina ufficiale di Jeannolle a Direttore del Positivismo, Laffitte lo rimase fino alla morte.
Morì il 4 gennaio 1903, nella sua casa al 126 di rue d'Assas, all'età di 80 anni. Ai suoi funerali partecipò una grande folla. Il corteo funebre era cappeggiato dal generale André, dall'amico Anatole France (con il quale passeggiava nella natia Béguey dove Laffitte trascorreva i mesi estivi) e i rappresentanti del positivismo: il dottor Bridges (società positivista di Londra), Léon Simon per i brasiliani, Best per i messicani e Ahmed Riza (Turchia). Attraverso i discorsi funebri dei suoi amici e dei suoi confratelli, Laffitte viene rappresentato come un uomo modesto, semplice e giovanile, ma anche allegro, buono, affidabile e dai modi cavallereschi. Alcuni dichiararono che non amava dettare le regole, a questo Jeannolle rispose dicendo: «può darsi che questo atteggiamento modesto e apparentemente passivo abbia contribuito al rimprovero di insufficiente energia che gli fu spesso mosso quando divenne direttore del positivismo». Anatole France ricordò come Laffitte era solito dire: «è necessario concludere l'intima alleanza tra filosofi e proletari, l'unione del grande pensiero e della grande forza».

## Opere[15]
- Estratti dal Corso Filosofico sulla Storia generale dell'Umanità del 1859-1860, specificatamente:  Discorso d'apertura (pp. 159, Librario Victor Dalmont e Dunod, Parigi, 1859);  Considerazioni generali sull'insieme della Civilizzazione cinese e sulle relazioni dell'Occidente con la Cina (pp. 155, Dunod, 1861, Parigi); Il Positivismo e l'economia politica (pp. 88, Editore Paul Ritti, Parigi, 18763).
- I Grandi Tipi dell'Umanità o apprezzazione sistematica dei principali agenti dell'evoluzione umana. 3 volumi:  Volume I (Mosè, Mani, Bouddha, Maometto) (pp.411, Editore Ernest Leroux, Parigi, 1875);  Volume II (Omero, Aristotele, Archimede, Cesare) (pp.516, Editore Ernest Leroux, Parigi, 1876);  Volume III (Il Cattolicesimo) (pp. 690, Società Positivista d'Insegnamento Popolare Superiore, 1897)
- Della morale Positiva - la sua necessità attuale, i suoi caratteri fondamentali e le sue principali applicazioni (pp. 199, T. Leclerc, Havre, 1879).
- La Rivoluzione Francese (pp. 196, Editore Ernest Leroux, Parigi, 1880).
- Corso di Filosofia Prima del 1877-78; 2 volumi:  Tomo primo - Teoria generale della comprensione (pp. 406, Librario-editore Emille Bouillon, Parigi, 1889); Tomo secondo - Delle leggi universali del Mondo (pp.297, Società Positivista, Parigi, 1894).
- Corso di Morale Teorica (20 lezioni tenute a partire dal 17 novembre 1878; pubblicato nella Rivista Occidentale).
- Corso di Morale Pratica (20 lezioni tenute a partire dal 8 novembre 1885; pubblicato nella Rivista Occidentale).

### Opere in italiano
- Necessità dell'intervento del Positivismo in tutte le vicende umane (tradotto da Mattia Caneppele, Società Editrice Positivista Italiana, Biblioteca Positivista, CCXXXII)[16].
- Introduzione al Prospetto dei Lavori Scientifici Necessari a Riorganizzare la Società (tradotto da Mattia Caneppele, Società Editrice Positivista Italiana, Prospetto dei Lavori Scientifici Necessari per Riorganizzare la Società di Augusto Comte, CCXXXII)[17].
- Avvertimento alla Terza Edizione, Avvertimento alla Seconda Edizione e Appendice in Catechismo Positivista (Augusto Comte, trad. Gualtiero Congreve, pp. 323, Società Editrice Positivista Italiana, Padova, CCXXXII)[18].